# Mount Vernon (Washington)
Mount Vernon é uma cidade localizada no estado norte-americano de Washington, no Condado de Skagit.

## Demografia
Segundo o censo norte-americano de 2000, a sua população era de 26.232 habitantes.
Em 2006, foi estimada uma população de 29.984, um aumento de 3752 (14.3%).

## Geografia
De acordo com o United States Census Bureau tem uma área de
29,5 km², dos quais 28,8 km² cobertos por terra e 0,7 km² cobertos por água. Mount Vernon localiza-se a aproximadamente 9 m acima do nível do mar.

## Localidades na vizinhança
O diagrama seguinte representa as localidades num raio de 12 km ao redor de Mount Vernon.